# Lochlann
Lochlann (antérieurement Laithlind) est, dans la littérature classique gaélique et dans l'histoire de l'Irlande du haut Moyen Âge un lieu mal localisé. En gaélique et en gallois modernes, Lochlann désigne la Scandinavie, et plus précisément la Norvège. En irlandais, il a en plus le sens de voleur ou de pillard.
Le prénom masculin Lachlan est une variante de Lachlann, et les noms de famille McLoughlin et Maclachlan viennent de cette racine.

## Emplois historiques
Ce mot a sans doute été employé pour la première fois lors de l'arrivée en Irlande de Amlaíb « fils du roi de Laithlind », notée par les Annales d'Ulster en 853. Tout en étant certainement d'origine scandinave —Amlaíb est la version en vieil irlandais du nom vieux norrois Oláfr— la question des origines directes d'Amlaíb est toujours débattue. Alors qu'on a traditionnellement associé Laithlind avec la Norvège, quelques-uns ont préféré situer cet endroit dans une partie de la Grande-Bretagne dominée par les Norvégiens, comme les Hébrides ou les Northern Isles.
Quels que soient les lieux que Laithlind et Lochlann définissaient dans l'Irlande du IXe siècle, ils désignèrent plus tard d'autres endroits. Le Lebor Bretnach —une adaptation gaélique de Historia Brittonum, peut-être rédigée à Abernethy— fait de la fille d'Hengist « la plus blonde de toutes les femmes de Lochlann » En 1058 Magnus II de Norvège est appelé « le fils du roi de Lochlann », et, quatre décennies plus tard, dans les rapports de la grande expédition vers l'ouest, son neveu Magnus III de Norvège est nommé « roi de Lochlann ».
Les aventures du prince Breacan de Lochlann font partie de la mythologie, qui a nommé le golfe de Corryvreckan (en écossais « Coirebhreacain »), un étroit passage tumultueux entre les îles de Jura et de Scarba, sur la côte ouest de l'Écosse. L'histoire dit qu'on avait donné au courant de marée le nom du prince norvégien, qu'on disait fils du roi du Danemark, après son naufrage là avec une flotte de cinquante bateaux. Breacan aurait été enterré dans une grotte à « Bagh nam Muc » (baie du cochon), à la pointe nord-ouest de l'île de Jura,,,.
Une même histoire est associée au «  Bealach a' Choin Ghlais » (la passe du chien gris), un courant de marée situé plus au nord, entre Scarba et Lunga. Le chien du prince parvint à nager jusqu'au rivage, et partit à la recherche de son maître. Ne le trouvant pas sur Jura, ni sur Scarba, il essaya de sauter jusqu'à Lunga par-dessus le détroit. Mais il perdit l'équilibre sur Eilean a' Bhealaich, qui se trouve au milieu du chenal entre les deux îles, et glissa dans le violent courant. Il s'y noya aussi, donnant son nom au détroit où il était tombé.

## Emplois littéraires
Dans le Lebor Gabála Érenn (« Livre des Conquêtes d'Irlande »), Lochlann est l'île des Fomoires. Un Lochlann scandinave apparaît dans les récits irlandais ultérieurs, qui concernent en général le roi de Lochlann — appelé parfois Colgán — ou ses fils, comme dans les récits de Lug et du Cycle Fenian.

## Source
- (en) Cet article est partiellement ou en totalité issu de l’article de Wikipédia en anglais intitulé « Lochlann » (voir la liste des auteurs), édition du 24 août 2008.